# 拉格兰
拉格兰（西班牙語：Lagrán）是西班牙巴斯克自治区阿拉瓦省的一个市镇。总面积46km²，总人口197人（2001年），人口密度4人/km²。